# سینو مولر
سینو مولر (انگلیسی: Xeno Müller؛ زادهٔ ۷ اوت ۱۹۷۲) قایقران روئینگ اهل سوئیس بود.